# Sabacheira
Sabacheira ist eine Gemeinde (Freguesia) im portugiesischen Kreis Tomar. In ihr leben 844 Einwohner (Stand 19. April 2021).